# Весенняя буря
«Весенняя буря» (венг. Tavaszi vihar) — немой драматический венгерский фильм 1918 года режиссёра Альфреда Деэши. Главные роли исполнили Бела Лугоши, Майра Корти и Норберт Дан.
По состоянию на 2021 год фильм считается утерянным.

## Сюжет
В фильме показываются эпизоды из жизни Эдриенны. В одном из них мать, бросившая своего ребёнка, заглядывает в дом, где он живёт с приёмными родителями. Действие происходит в рождественскую ночь, и мать замерзает до смерти. В другом эпизоде показывается концерт. В ещё одном эпизоде показана стрелковая дуэль мужа и любовника его жены.

## В ролях
| Актёр                                       | Роль                            |
| ------------------------------------------- | ------------------------------- |
| Бела Лугоши (под псевдонимом Arisztid Olt)  | муж                             |
| Майра Корти                                 | Адриен                          |
| Берри Баноци                                | Палика, маленький сын Реннер    |
| Норберт Дэн                                 | барон Рихард Бенц, соблазнитель |
| Лайош Геллерт (под псевдонимом Viktor Kurd) | роль неизвестна                 |
| Алис Ронаи                                  | миссис Шмидт                    |
| Аладар Феньё                                | Вагнер, капиталист              |
| Магда Янкович                               | Луиза, сестра Адриен            |

## Производство
Источники расходятся во мнениях о том, был ли фильм четырёх или пятиактным. Название оригинального сценария Ласло Бекеффи отсылало к буре эмоций, бушующих в душах людей, в частности Эдриенны, в исполнении Майры Корти.

## Релиз
Предварительный показ фильма прошёл в кинотеатре «Корсо» в Будапеште 28 февраля 1918 года, а затем вышел в прокат 22 апреля 1918 года.
Один из критиков в своей рецензии писал: «Студия Star снова выпускает великолепный фильм, романистический сюжет, прекрасные декорации и великолепная операторская работа сделают его хитом проката». Он также выделил Лугоши, отметив, что тот «представил роль мужа искусно и с драматической глубиной». По мнению другого рецензента, Лугоши «сыграл эту роль... с драматическим, глубоким сопереживанием и с тонкой актёрской игрой».
До наших дней фильм не сохранился.